# Barengo
Barengo est une commune italienne de moins de 1 000 habitants située dans la province de Novare dans la région du Piémont dans le nord-ouest de l'Italie.
Elle est située à proximité de l'une des crêtes morainiques de la province, entre les rivières Sesia et Agogna, et est dominée par un château du XVe siècle qui est une propriété privée.

## Géographie
Le village se trouve au milieu de la province, à environ 20 km au nord de Novare, au pied d'un petit relief de colline morainique. Il est entouré aux trois quarts par des rizières (au sud) et par des champs de céréales.

## Histoire
Village d'origine lombarde (comme suggéré par le suffixe « engo ») Barengo appartenait au Conseil de Pombia de 841 à 969. Puis il passa en la possession d'Ingone de Bercledo puis Ribaldo de Suno. Confisqué par Henri Ier de Germanie aux descendants d'Arduin d’Ivrée, il a été donné aux évêques de Novare, qui en 1201, l'inféodèrent aux seigneurs de Momo.
Il a ensuite suivi les vicissitudes de la ville de Novare jusqu'en 1441 lorsque Philippe Marie Visconti en fait don à Galeotto Toscano.

## Économie
Privée d'activités commerciales, Barengo vit de l'agriculture avec la culture de différents types de riz et de maïs. La ville fait partie du territoire de l'appellation viticole Colline Novaresi. Les vignes sont cultivées sur la crête de la moraine derrière la ville. On trouve également des grands élevage de bétail.

## Monuments et patrimoine
Le village est dominé par un château du XVe siècle, un vaste quadrilatère irrégulier, avec des tours d'angle et des mâchicoulis. D'origine plus ancienne, il a été largement reconstruit au siècle dernier. Aujourd'hui, il est la résidence d'une importante famille de Novare. La fortification est probablement parmi les mieux conservées et les plus spectaculaires de la région.
Les oratoires Santa Maria di Campagna et San Rocco conservent des fresques du XVe siècle. Celles San Rocco sont d'une bonne facture : en plus du Rédempteur dans l'abside figurent, parmi les peintures exposées sur les murs San Martino, San Rocco et la Vierge trônant. À droite de la Vierge se trouve un autre San Rocco, qui reflète le premier.

## Administration
| Période                                  | Période | Identité      | Étiquette     | Qualité |
| ---------------------------------------- | ------- | ------------- | ------------- | ------- |
| 2009                                     |         | Fabio Maggeni | Liste civique |         |
| Les données manquantes sont à compléter. |         |               |               |         |

### Communes limitrophes
Cavaglietto, Cavaglio d'Agogna, Fara Novarese, Momo, Vaprio d'Agogna.